# Rüdiger Abramczik
Rüdiger Abramczik (* 18. února 1956, Gelsenkirchen) je bývalý německý fotbalista, pravé křídlo. Po skončení aktivní kariéry působil jako trenér.

## Fotbalová kariéra
V Bundeslize hrál za FC Schalke 04, Borussii Dortmund a 1. FC Norimberk. V sezóně 1984/1985 hrál v Turecku za Galatasaray SK, se kterým vyhrál turecký fotbalový pohár. Po návratu do Německa hrál druhou bundesligu za SC Rot-Weiß Oberhausen a v sezóně 1987/1988 bundesligu za Schalke 04. Celkem nastoupil ve 316 bundesligových utkáních a dal 77 gólů. V Poháru UEFA nastoupil v 11 utkáních a dal 4 góly. Za západoněmeckou fotbalovou reprezentaci nastoupil v letech 1977-1979 v 19 utkáních a dal 2 góly. V  roce 1978 byl členem západoněmeckého týmu na Mistrovství světa ve fotbale 1978, nastoupil ve 3 utkáních a dal 1 gól.

## Ligová bilance
| Ročník                                    | Zápasy | Góly | Klub                   |
| ----------------------------------------- | ------ | ---- | ---------------------- |
| Německá fotbalová Bundesliga 1973/1974    | 14     | 3    | FC Schalke 04          |
| Německá fotbalová Bundesliga 1974/1975    | 31     | 2    | FC Schalke 04          |
| Německá fotbalová Bundesliga 1975/1976    | 26     | 3    | FC Schalke 04          |
| Německá fotbalová Bundesliga 1976/1977    | 31     | 10   | FC Schalke 04          |
| Německá fotbalová Bundesliga 1977/1978    | 30     | 5    | FC Schalke 04          |
| Německá fotbalová Bundesliga 1978/1979    | 34     | 18   | FC Schalke 04          |
| Německá fotbalová Bundesliga 1979/1980    | 32     | 3    | FC Schalke 04          |
| Německá fotbalová Bundesliga 1980/1981    | 33     | 9    | Borussia Dortmund      |
| Německá fotbalová Bundesliga 1981/1982    | 30     | 5    | Borussia Dortmund      |
| Německá fotbalová Bundesliga 1982/1983    | 27     | 16   | Borussia Dortmund      |
| Německá fotbalová Bundesliga 1983/1984    | 24     | 3    | 1. FC Norimberk        |
| 1. turecká liga 1984/1985                 | 30     | 9    | Galatasaray SK         |
| 2. německá fotbalová Bundesliga 1985/1986 | 24     | 6    | SC Rot-Weiß Oberhausen |
| 2. německá fotbalová Bundesliga 1986/1987 | 23     | 3    | SC Rot-Weiß Oberhausen |
| Německá fotbalová Bundesliga 1987/1988    | 4      | 0    | FC Schalke 04          |
| CELKEM Německá fotbalová Bundesliga       | 316    | 77   |                        |
| CELKEM 1. turecká liga                    | 30     | 9    |                        |